# Монсальви (кантон)
Монсальви́ (фр. Montsalvy) — кантон во Франции, находится в регионе Овернь, департамент Канталь. Входит в состав округа Орийак.
Код INSEE кантона — 1511. Всего в кантон Монсальви входят 13 коммун, из них главной коммуной является Монсальви.

## Коммуны кантона
| Коммуна            | Население, чел. (2007) | Почтовый индекс | Код INSEE |
| ------------------ | ---------------------- | --------------- | --------- |
| Вьейви             | 114                    | 15120           | 15260     |
| Жюньяк             | 333                    | 15120           | 15082     |
| Кальвине           | 467                    | 15340           | 15027     |
| Кассаньюз          | 517                    | 15340           | 15029     |
| Лабесрет           | 264                    | 15120           | 15084     |
| Ладиньяк           | 481                    | 15120           | 15089     |
| Лакапель-дель-Фрес | 287                    | 15120           | 15087     |
| Лапейрюг           | 107                    | 15120           | 15093     |
| Лафёйад-ан-Вези    | 564                    | 15120           | 15090     |
| Лёкан              | 236                    | 15120           | 15103     |
| Монсальви          | 890                    | 15120           | 15134     |
| Сансак-Веназе      | 200                    | 15120           | 15222     |
| Сензерг            | 193                    | 15340           | 15226     |

## Население
Население кантона на 2007 год составляло 4 653 человека.
| 1962  | 1968  | 1975  | 1982  | 1990  | 1999  | 2006  | 2007  |
| ----- | ----- | ----- | ----- | ----- | ----- | ----- | ----- |
| 5 164 | 5 746 | 5 646 | 5 161 | 4 857 | 4 617 | 4 638 | 4 653 |